# Ahmed Ghanem Soltan
Pour les articles homonymes, voir Ghanem.
Ahmed Ghanem Soltan (né le 8 avril 1986 à Gizeh) est un footballeur égyptien qui joue pour Zamalek. Il est diplômé de l'académie des jeunes de Zamalek, et son père Ghanem Soltan était également diplômé de l'académie des jeunes de Zamalek.

## Palmarès
- Championnat de Pologne : 2006
- Coupe d'Egypte : 2008

## Source
- (en) Cet article est partiellement ou en totalité issu de l’article de Wikipédia en anglais intitulé « Ahmed Ghanem Soltan » (voir la liste des auteurs).